# Parti populaire hongrois de Transylvanie
Le Parti populaire hongrois de Transylvanie (hongrois : Erdélyi Magyar Néppárt (EMNP), roumain : Partidul Popular Maghiar din Transilvania (PPMT)) est un parti politique roumain issu de la communauté magyare de Roumanie fondé en 2011.

## Histoire
Il a été créé le 5 mai 2011 par l'ancien député du Timiș, membre de l'UDMR, Tibor Toró, par ailleurs l'un des leaders du Conseil national des Hongrois de Transylvanie (en) (CNMT). La demande d'enregistrement du parti a initialement été rejetée par le Tribunal de Bucarest, avant que la Cour d'appel de Bucarest n'invalide cette décision et légalise ainsi l'existence du parti.

## Idéologie

Proposition de réforme territoriale et de régionalisation de la Roumanie par le PPMT

Le parti se positionne comme une alternative à l'UDMR, principale formation représentant la minorité hongroise. Il défend l'établissement d'« un gouvernement et un parlement propres [aux Hongrois] en Transylvanie » et l'autonomie des Sicules. En juin 2014 Tibor Toró a proposé une révision du traité bilatéral entre la Roumanie et la Hongrie, signé en 1996 : « Je pense que le traité de base avec la Hongrie devrait être amendé afin d'y introduire une référence à la possibilité de créer le cadre légal d'une autonomie pour les communautés nationales, en particulier pour les Hongrois » .
L'eurodéputé László Tőkés est considéré comme le mentor du parti.

## Résultats électoraux

### Élections parlementaires
| Année | Chambre des députés | Chambre des députés | Sénat  | Sénat   | Gouvernement        |
| Année | Voix                | Mandats             | Voix   | Mandats | Gouvernement        |
| ----- | ------------------- | ------------------- | ------ | ------- | ------------------- |
| 2012  | 0,64 %              | 0 / 412             | 0,79 % | 0 / 176 | Extra-parlementaire |

### Élections présidentielles
| Année | Candidat       | 1er tour | 2e tour |
| ----- | -------------- | -------- | ------- |
| 2014  | Zsolt Szilágyi | 0,56 %   |         |